# Petite fleur
Petite fleur ist ein 1952 von dem Saxophonisten Sidney Bechet komponiertes Instrumental, das 1959 durch Chris Barber bekannt wurde und sich als Jazzstandard etablierte.  

## Entstehungsgeschichte
Der in New Orleans aufgewachsene ehemalige Straßenmusiker Sidney Bechet reiste im Mai 1949 zum Festival International 1949 de Jazz nach Frankreich. Als er auf unerwartet große Resonanz stieß, blieb er in Frankreich, wo er eine zweite musikalische Heimat fand. Er formierte die Sidney Bechet All Stars mit Guy Longnon (Trompete), Jean-Louis Durand (Posaune), Charlie Lewis (Piano), Alf „Totole“ Masselier (Bass), Armand Molinetti (Schlagzeug) und James Campbell (Gesang); er selbst spielte Sopransaxophon oder Klarinette. In dieser Formation wurden am 21. Januar 1952 in Paris unter Vogue #520121 elf Titel eingespielt, darunter auch seine Eigenkomposition Petite fleur („kleine Blume“).

## Weitere Aufnahmen
Am 31. Januar 1952 wurde das Stück mit Claude Luter & Orchester im Pariser Konzertsaal Salle Pleyel erneut aufgenommen (Vogue #520131). Markant ist das vibratoreiche Sopransaxophonsolo von Bechet. Noch zweimal wurde der Song danach mit Luters Orchester eingespielt, bevor Bechet ihn am 7. März 1954 in Brüssel mit Michel Attenoux im belgischen Rundfunk aufführte. Am 8. Dezember 1954 präsentierte er Petite fleur während eines Konzertes im Pariser Olympia wiederum mit Luters Orchester und Benny Vasseur als Posaunisten.
Auf der Suche nach authentischem Material stieß Chris Barber auf Petite fleur. Er nahm den Instrumentaltitel erstmals am 3. September 1955 auf, eine weitere Fassung vom 10. Oktober 1956 erschien auf der LP Chris Barber Plays (Vol. 3). Weitere Fassungen folgten, jeweils mit Klarinettist Monty Sunshines vibratoreichem – und stark am Saxophonoriginal orientierten – Klarinettensolo, das einen glatten Übergang zu Dick Bishops zitherähnlichem Gitarrensolo gewährleistet. Erstmals als Single erschien die aus der LP Chris Barber Plays (Vol. 3) ausgekoppelte Version 1958, auf der Barber selbst nicht zu hören ist. Als die öffentliche Resonanz ausblieb, entschloss sich die Plattenfirma Pye Nixa im Januar 1959 zur Wiederveröffentlichung – und mit Erfolg. Nur in England erschien als B-Seite der Bugle Boy Rag, ansonsten weltweit der Wild Cat Blues.

## Erfolg

Chris Barber - Petite fleur (Großbritannien)

Im Jazzkatalog als Pye Nixa #NJ2026 registriert, kam die Single am 13. Februar 1959 in die britischen Pop-Charts, wo sie bis auf Rang drei vordrang. Parallel in den USA veröffentlicht, erreichte sie hier Platz fünf der Pop-Hitparade und entwickelte sich zum Millionenseller. In Deutschland erreichte sie nach ihrer Veröffentlichung im März 1959 den zweiten Rang der Hitparade. Barbers Version des kreolischen Songs Petite fleur wurde alleine in den USA über eine Million Mal verkauft. Bis 1961 wurden weltweit geschätzte zehn Millionen Exemplare von Petite fleur vermarktet. Auch die Rückseite der Platte, der Wildcat Blues, wird irrtümlich gelegentlich Bechet zugeschrieben, stammt jedoch von Fats Waller und Clarence Williams.
Der Erfolg von Petite fleur steht für die Popularität des britischen „Trad“-Jazz (eigentlich Dixieland) in Kontinentaleuropa, der hier Ende der fünfziger und Anfang der sechziger Jahre einen enormen Aufschwung erlebte. Sidney Bechet konnte den Erfolg seiner größten Komposition nicht mehr vollständig genießen, denn er starb kurz nach der Veröffentlichung der Hit-Version am 14. Mai 1959 in Paris.
Von Petite fleur wurden mindestens 34 Versionen veröffentlicht – unter anderem von Petula Clark, The Ventures, Britt Hagen und Manu Dibango. Für Sidney Joseph Bechet sind bei der ASCAP insgesamt 164 Titel urheberrechtlich geschützt, darunter eine Vielzahl französischsprachiger Songs. Petite fleur ebnete den Weg für viele popmusikähnliche Klarinetten-Instrumentaltitel wie etwa Stranger on the Shore oder Summer Set von Acker Bilk.